# 尼高斯拉夫·比積高域
尼高斯拉夫·比積高域（1967年11月16日—），塞爾維亞职业足球运动员，现已退役。

## 生涯
他效力過多家塞爾維亞著名球會，其中在伏伊伏丁那時更擔當球隊隊長。2000年，他轉到中國球會北京國安效力一季。此後，他轉投瑞士球會盧塞恩，並協助球隊升上瑞士甲組聯賽。及後一季，球隊有一個大變化和新教練，他獲悉他身為球隊身價最高的球員，球會不能再留住他。而他亦拒絕減薪續約。導致他在球隊的兩個球季只合共上陣八場。

## 國際賽生涯
他曾於1998年12月23日在特拉維夫對以色列的賽事代表國家隊出場，這亦是唯一一次，最後球隊以0-2敗陣。

## 榮譽
- 貝爾格萊德紅星
  - 南斯拉夫聯賽: 1999-00
  - 南斯拉夫盃: 1998-99 , 1999-00

## 外部來源
- Profile[] at Reprezentacija.rs
- Profile （页面存档备份，存于） at National-football-teams.